# نهاد فخري الخفاف
نهاد فخري الخفاف هو وزير عراقي سابق، شغل منصب وزير النقل للفترة من نيسان 1973 إلى 11 تشرين الثاني 1974.